# Aron ha-Qodeix

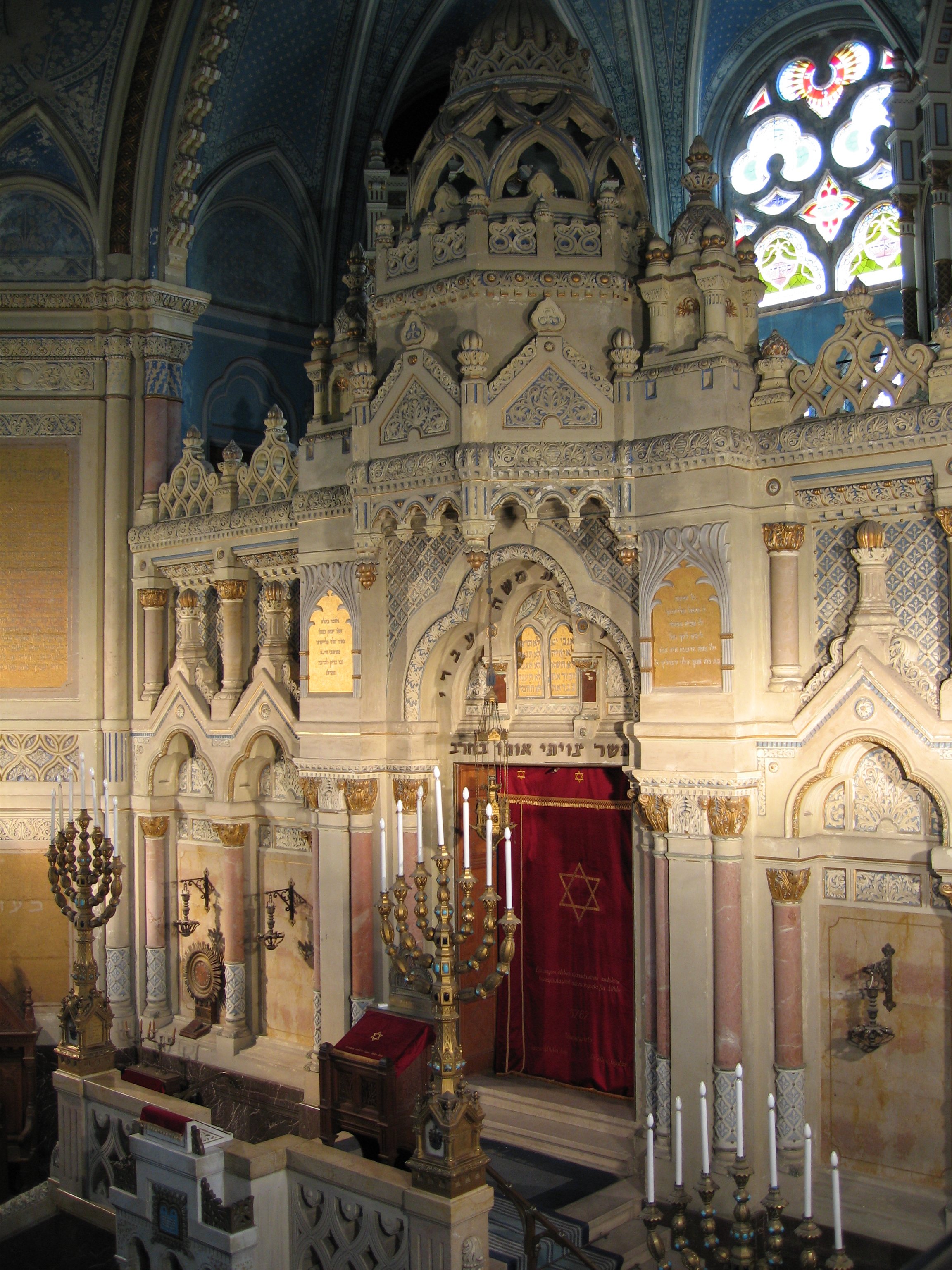
Aron ha-Qodeix de la sinagoga de Szeged (Hongria)

L'Aron ha-Qodeix (en hebreu: ארון הקודש) Arca sagrada és un receptacle ornamental on es desa el llibre de la Torà a l'interior d'una sinagoga. També és conegut com a Arca de la Llei. Sol estar situat en el mur de la sinagoga que és més proper a Jerusalem.

## El nom

### Aron ha-Qodeix
Aron ha-Qodeix (de vegades transcrit Aron ha-Kodesh) fa referència a l'Arca de l'Aliança, que es guardava al sancta sanctorum del tabernacle dins el Temple de Jerusalem.

### Hekhal
Hekhal (de vegades transcrit hechal, echal o heichal) o Hekhal ha-Qodeix (especialment entre els sefardites balcànics) és un terme usat també en temps del Temple de Jerusalem per referir-se al santuari interior que contenia els objectes més venerats: la menorà, l'altar de l'encens i el Lekhem ha-Panim o pa de la proposició.

## Situació i estructura

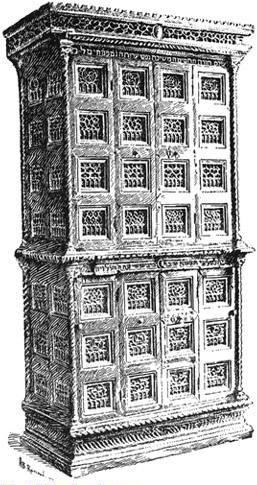
Armari sagrat de Mòdena (Itàlia), del 1505.

L'Aron ha-Qodeix o Hekhal està situat al mur de la sinagoga encarat a Jerusalem; a la pràctica això vol dir el mur oriental, encara que en molts casos el mur esmentat no es trobi en la direcció de la ciutat santa, i en alguns casos en qualsevol mur, aquell que, al moment de la construcció de la sinagoga, va semblar que arquitectònicament seria el més fàcil de fer-l'hi encabir. Per a aquests casos en què no segueix la direcció de Jerusalem, el judaisme tradicional instrueix el fidel sobre la manera en què s'ha encarar correctament cap a Jerusalem mitjançant pregàries com ara l'Amidà.
En algunes antigues sinagogues –com la de Súsia, del segle v–, el rotlle de la Torà no es trobava dins mateix de la sinagoga sinó en una cambra adjacent, per mostrar que la condició sagrada de la sinagoga no venia de l'arca sinó del fet que era una casa de pregària. Al moment de llegir la Llei, doncs, la Torà es duia dins la sinagoga.
La majoria d'aquests receptacles sagrats tenen una cortina o parokhet. La cortina pot estar situada fora de les portes de l'arca (costum típic dels asquenazites i dels mizrahim) o bé dins les portes, com és costum entre els sefardites d'origen espanyol, portuguès o marroquí.